# Inland (Bohuslän)
Inland är ett namn på en historisk region eller distrikt, som omfattade nästan hela södra Bohuslän från Uddevalla församlings sydgräns ner mot Kungälv och Nordre älv, där Hisingen istället vidtog (och där Östra Hisings härad överfördes från Norge till Västergötland i Sverige på 1200-talet, medan Västra Hisings härad fortsatt tillhörde Norge, läs mer i artiklarna Norges gränsförändringar och Birger jarl).
Ortnamnet Inland dök inte upp förrän under sent 1400-tal (se nedan) och innan dess kallades ett större område, där Inland ingick som en stor del, för Älvsyssel (Inland plus Tjörn, Orust, Lane härad och Hisingen). Namnet Älvsyssel användes ända fram till 1 april 2007 för att namnge två kontrakt i Svenska kyrkan, Älvsyssels norra och Älvsyssels södra kontrakt.
Namnet Inland gav namn åt domsagor och härader i området under historien, bland annat åt domsagan Inlands domsaga.

## Namnet
Bygdenamnet skrevs 1485 aff alt Jnlandit. 1591 kallades området Inlands fogderi. Det finns två uttolkningar. Enligt den vanligaste står det singulara Inland i förhållande till det plurala Utlanden, den västgötska korridoren till Kattegatt mellan det norska Bohuslän och det danska Halland. Utlanden skrevs vid 1200-talets slut all Vtlandin och 1346 i Vtlandum. Utlanden är alltså det äldre av de båda namnen och Inland skall ha uppkommit som en norsk motsats därtill. De avser den yttre respektive inre delen av landet sett från Göta älvs mynning. Sjöfararna söderifrån träffade först på Utlanden och den innanför dessa belägna bygden fick naturligt beteckningen Inland.
Enligt den andra tolkningen är Inland de bohuslänska öbornas namn på fastlandet innanför de stora öarna. Enligt denna tolkning skulle namnet alltså ha uppkommit oberoende av Utlanden.

## De fyra häraderna samt de nitton socknarna i Inland
Inland omfattade följande härader och socknar:
1. Inlands Södre härad
  1. Romelanda socken
  2. Kareby socken
  3. Ytterby socken
  4. Torsby socken
  5. Harestads socken
  6. Lycke socken
2. Inlands Nordre härad
  1. Hålta socken
  2. Solberga socken
  3. Jörlanda socken
  4. Spekeröds socken
  5. Ucklums socken
  6. Norums socken
  7. Ödsmåls socken
3. Inlands Torpe härad
  1. Hjärtums socken
  2. Västerlanda socken
4. Inlands Fräkne härad
  1. Ljungs socken
  2. Grinneröds socken
  3. Resteröds socken
  4. Forshälla socken

Alla dessa härader saknade ursprungligen namnet Inland i sina ortnamn. De två sistnämnda häraderna hade samma namn, men saknade komponenten ”Inland”, de två övriga hade helt andra namn (se mer om det under respektive härads artikel).

## Femton bilder på de nitton församlingskyrkorna och på andra kyrkor i Inland

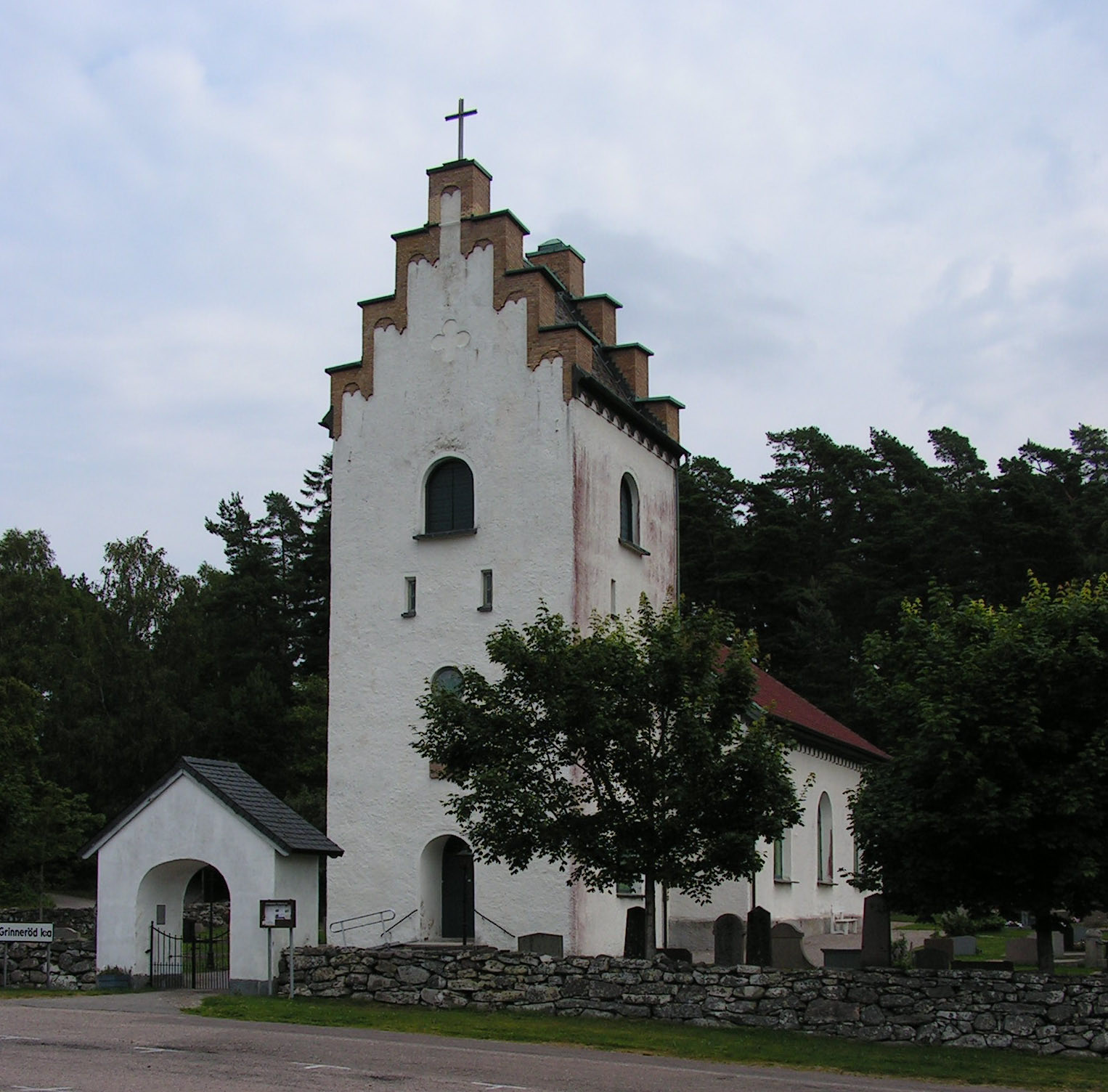
Grinneröds kyrka i Inlands Fräkne härad
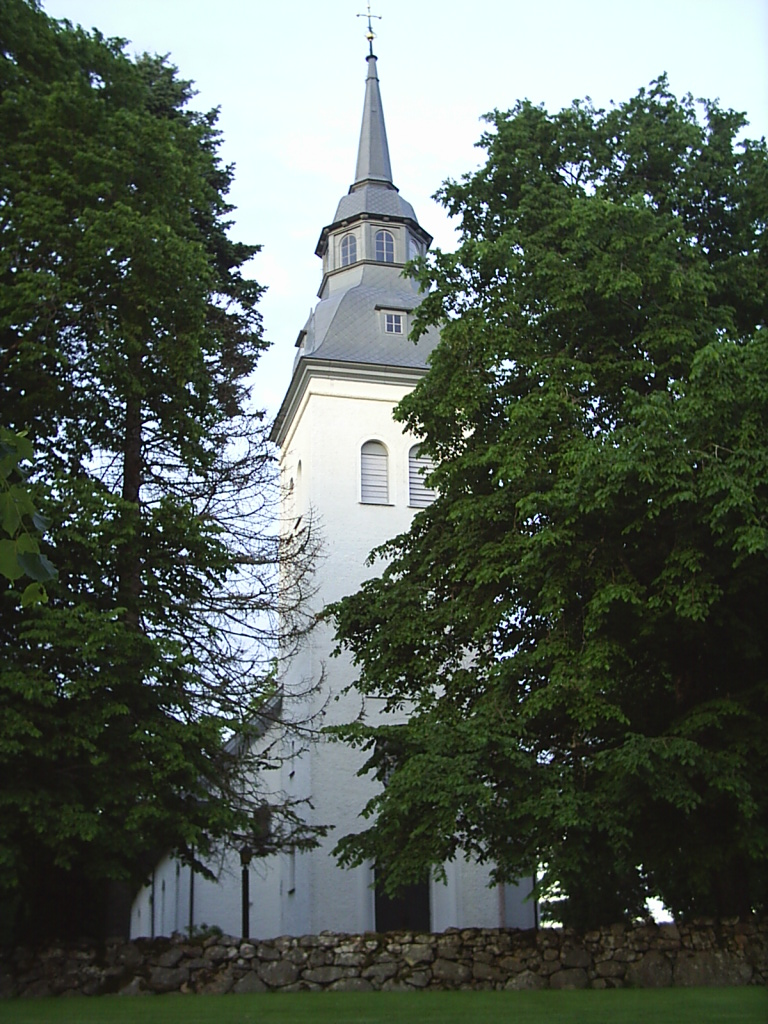
Hjärtums kyrka i Inlands Torpe härad
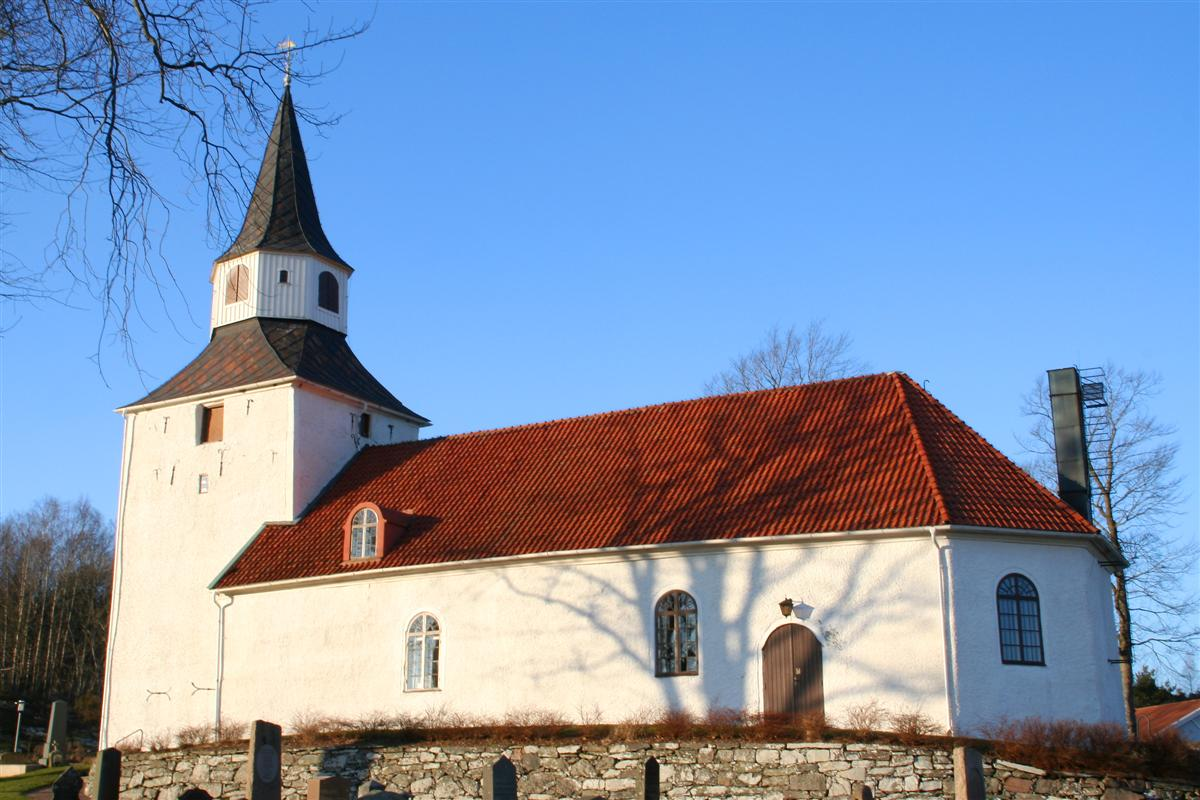
Kareby kyrka i Inlands Södre härad
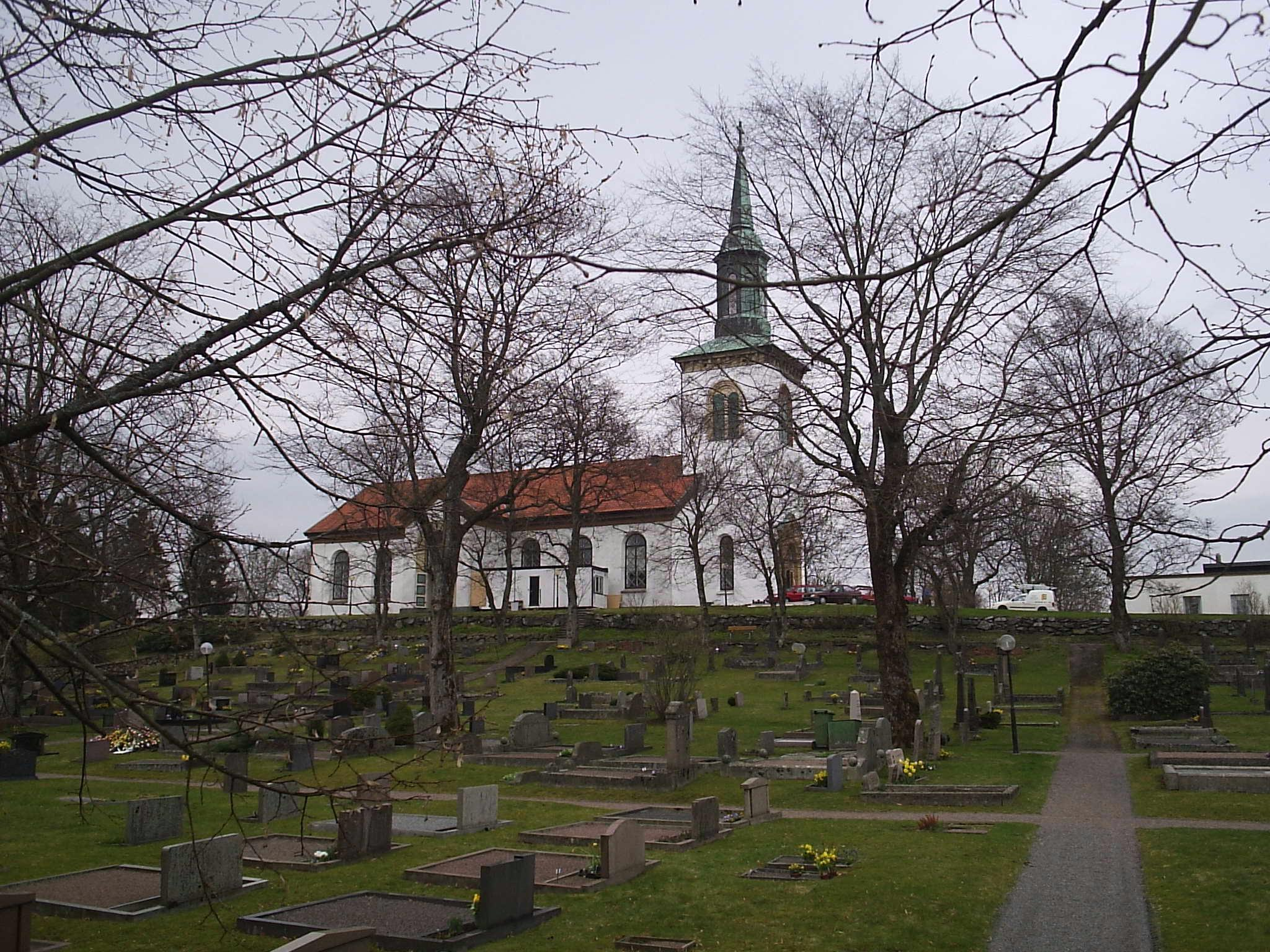
Ytterby kyrka i Inlands Södre härad
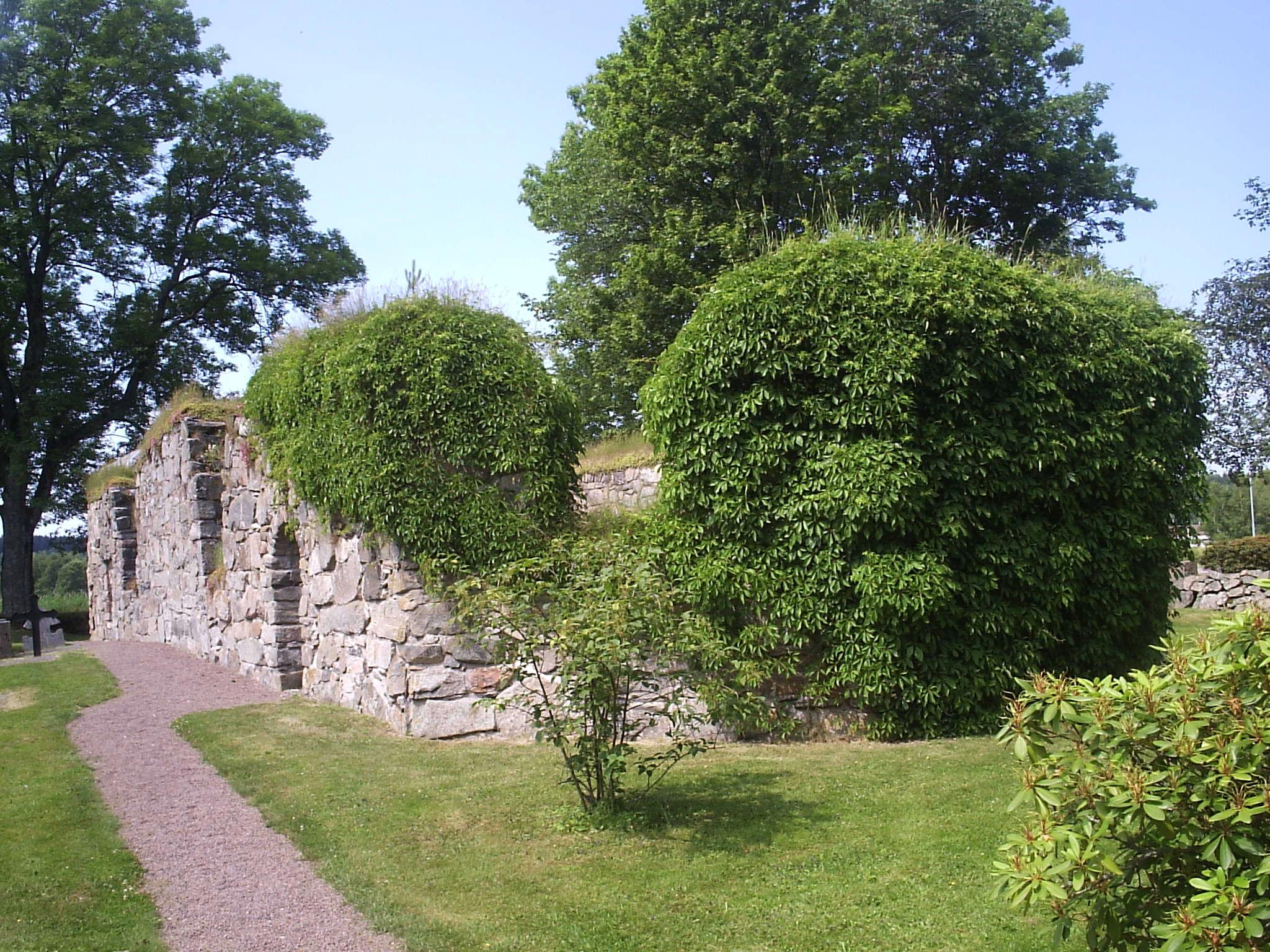
Ytterby gamla kyrka, en kyrkoruin utanför Ytterby i Inlands Södre härad
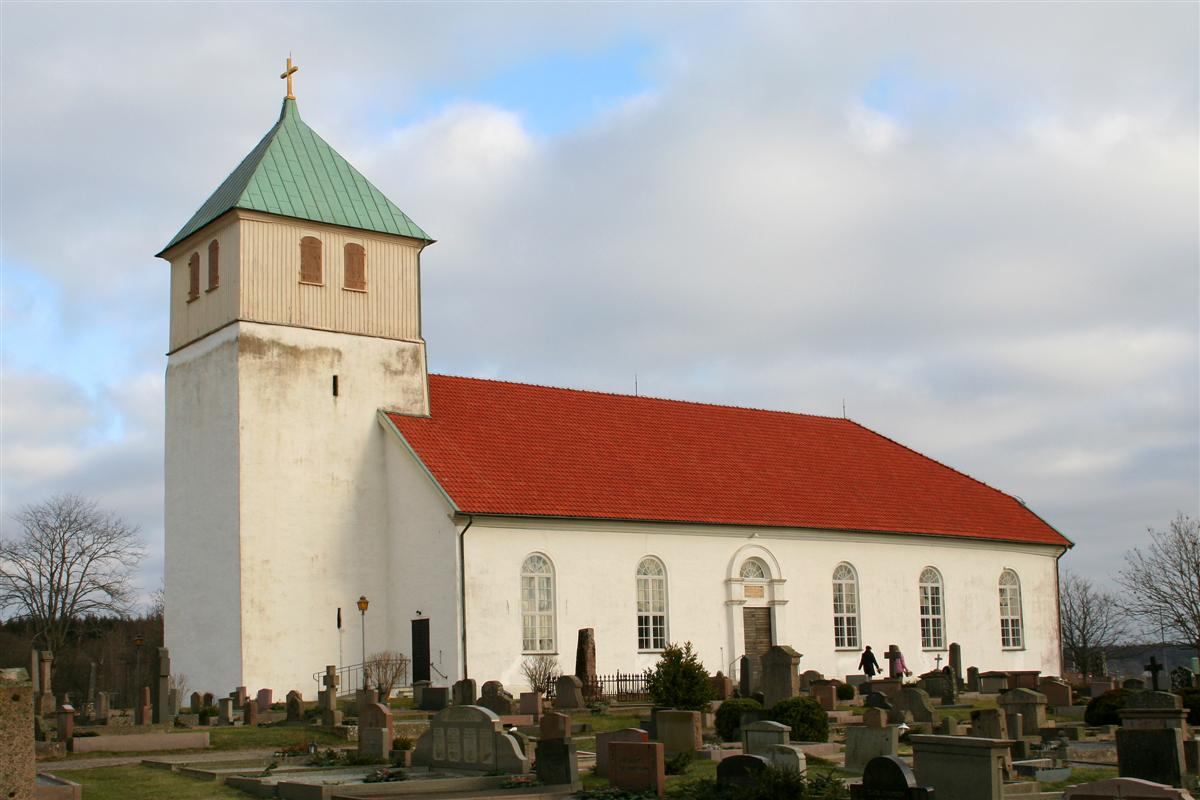
Torsby kyrka i Inlands Södre härad
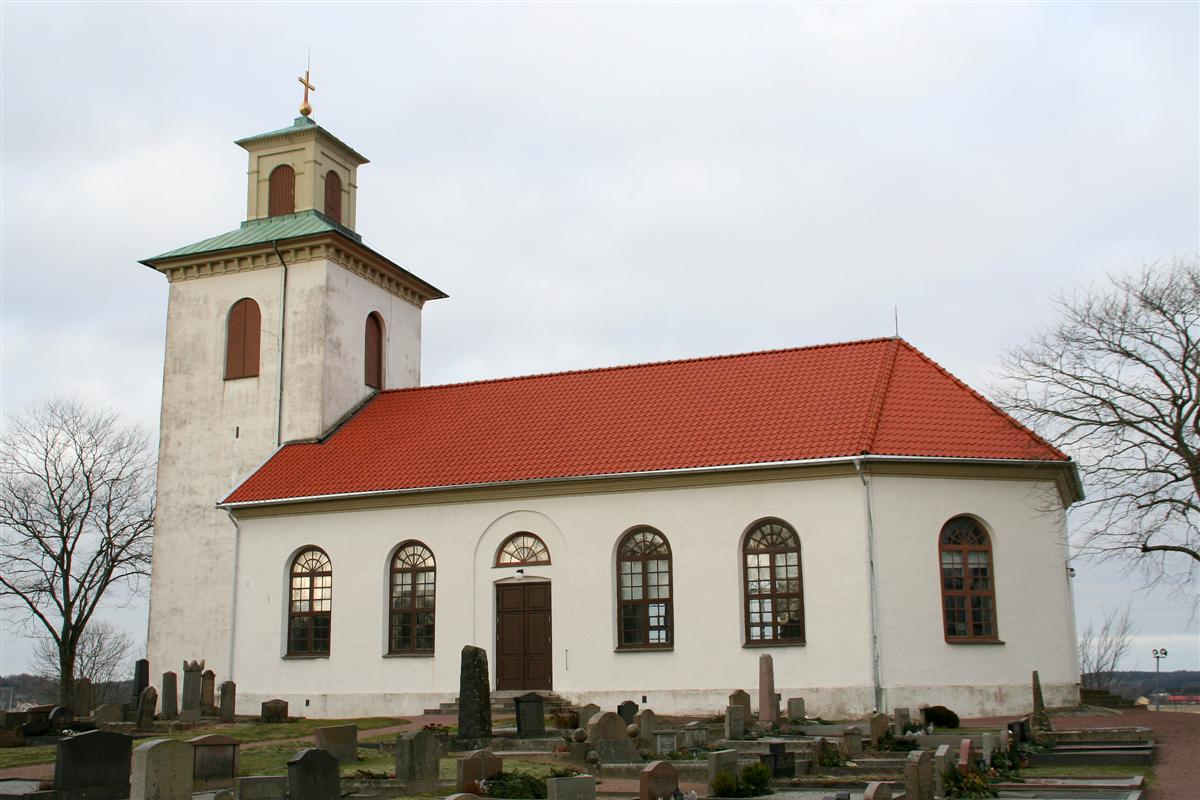
Harestads kyrka i Inlands Södre härad
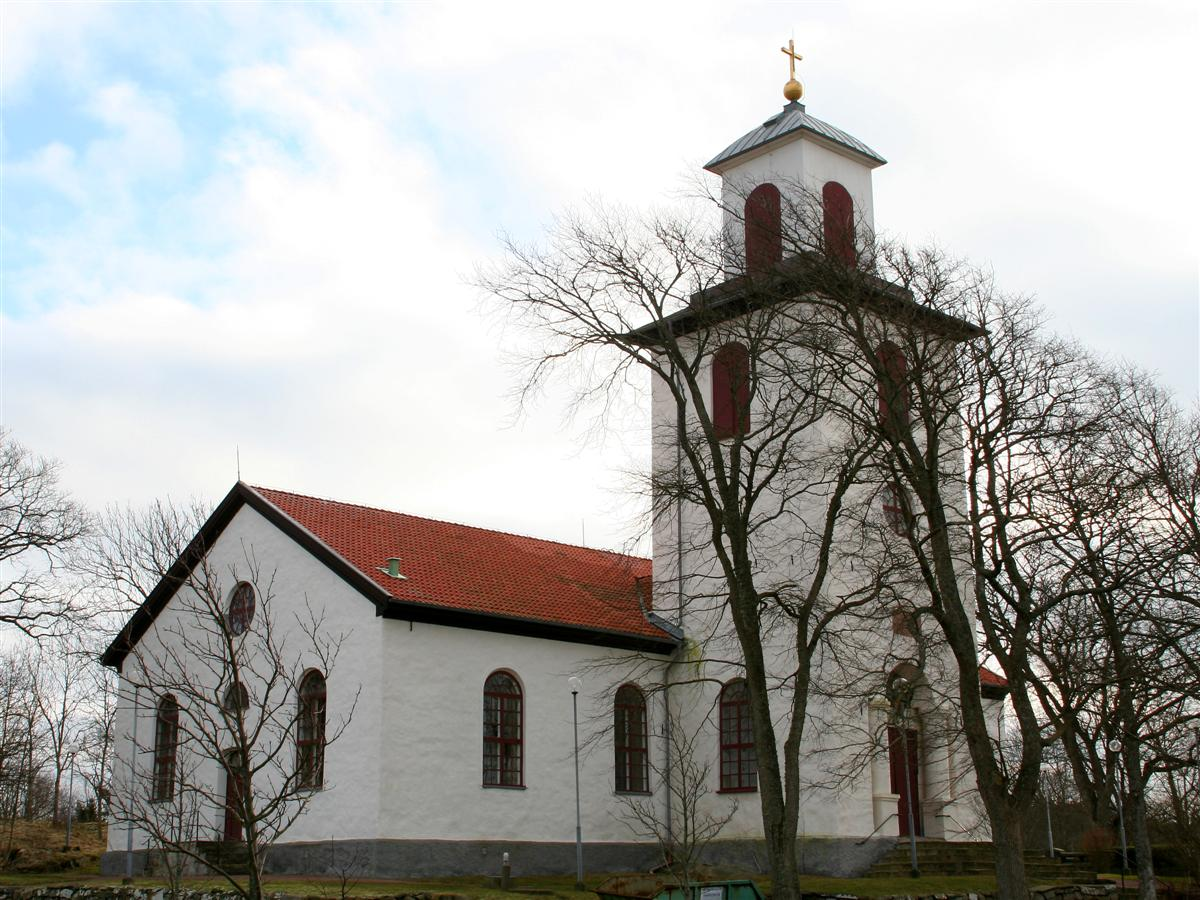
Lycke kyrka i Inlands Södre härad
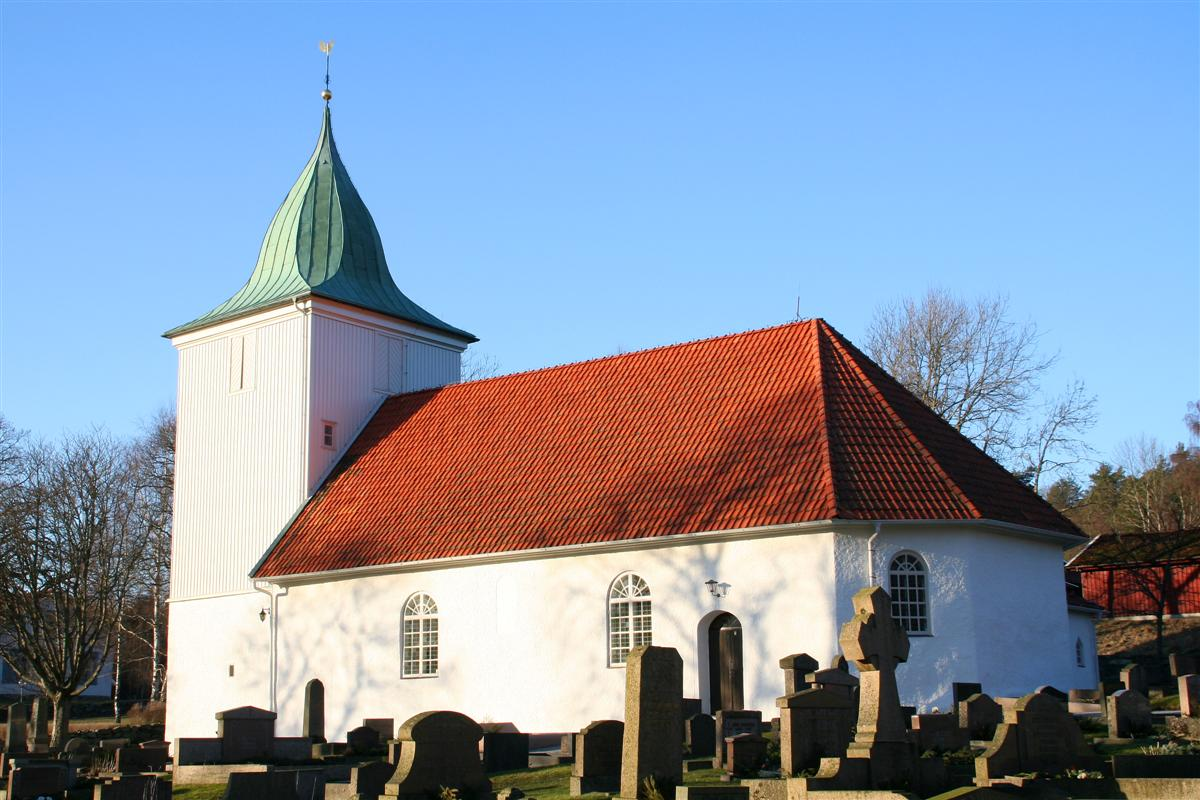
Hålta kyrka i Inlands Nordre härad
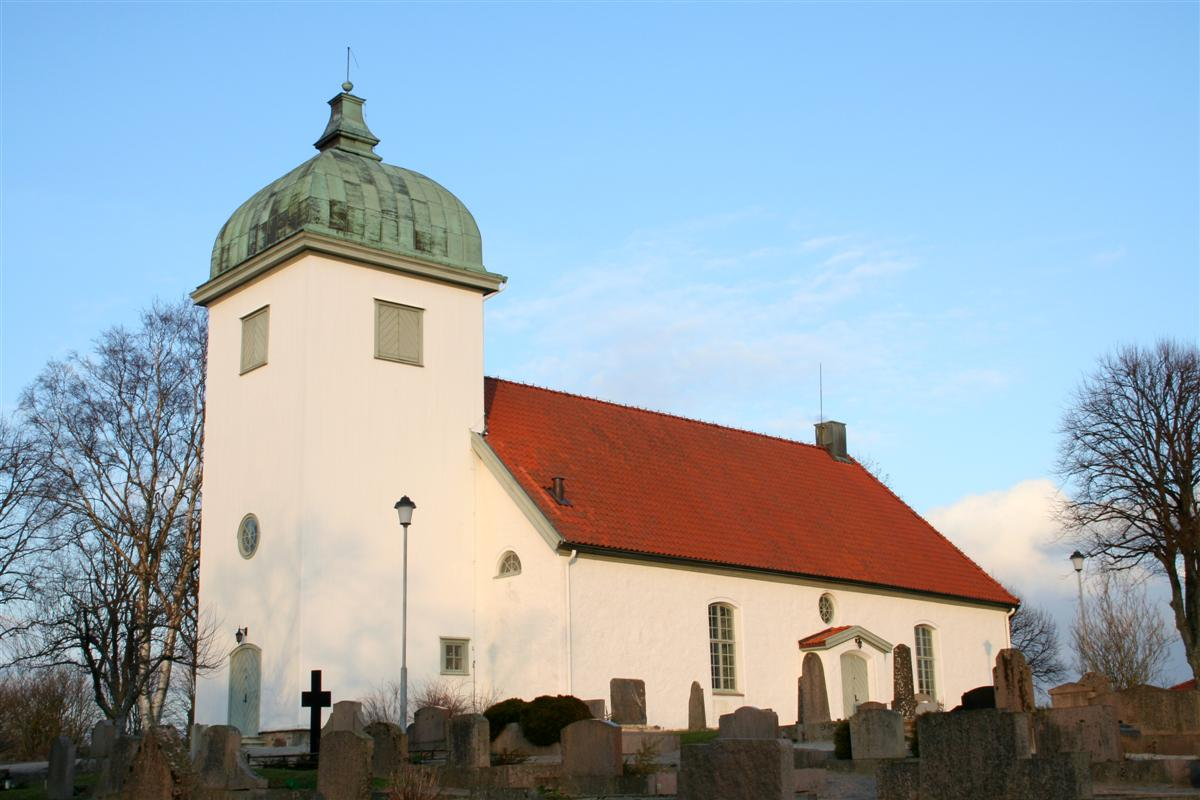
Jörlanda kyrka i Inlands Nordre härad
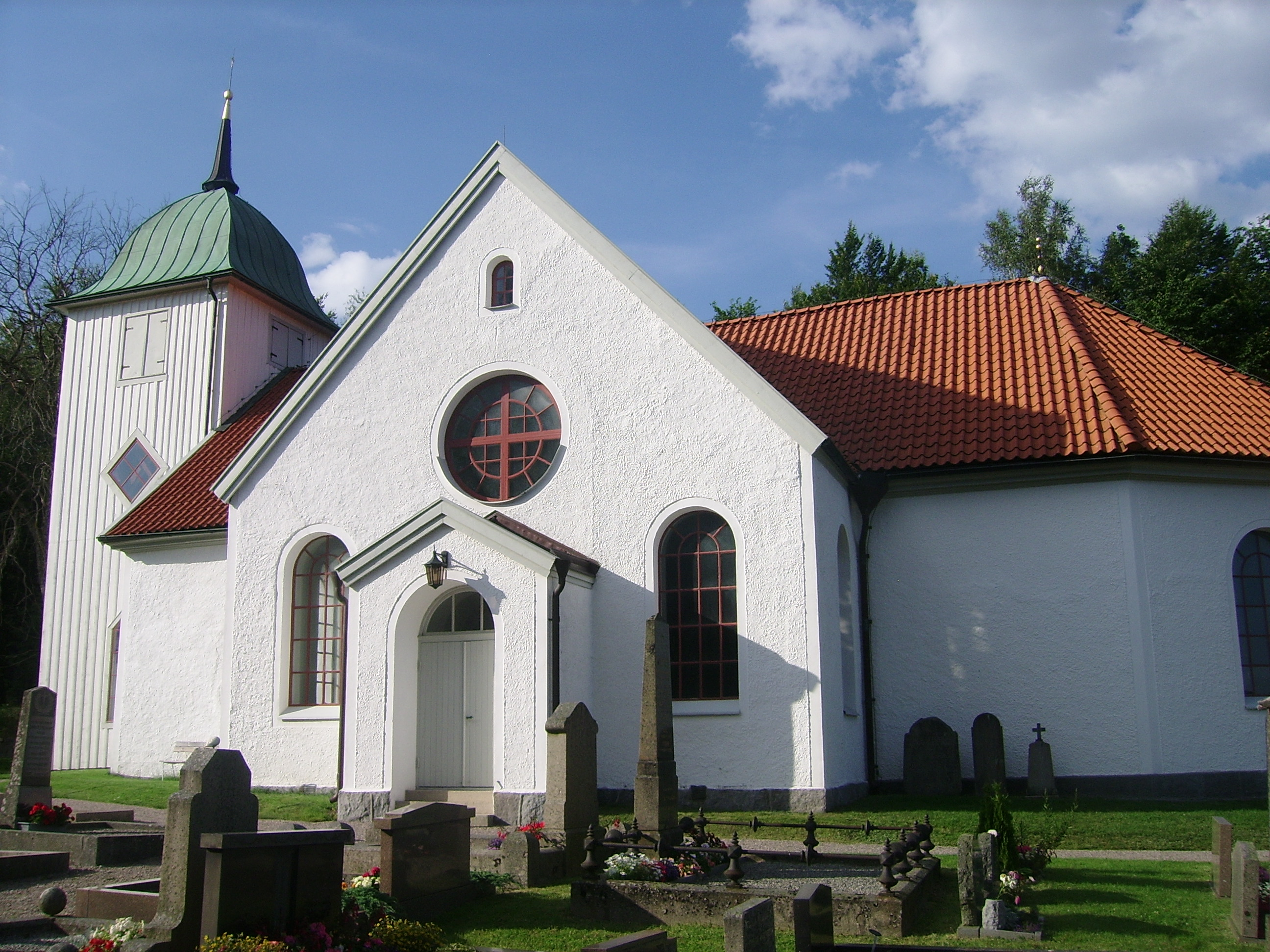
Spekeröds kyrka i Inlands Nordre härad
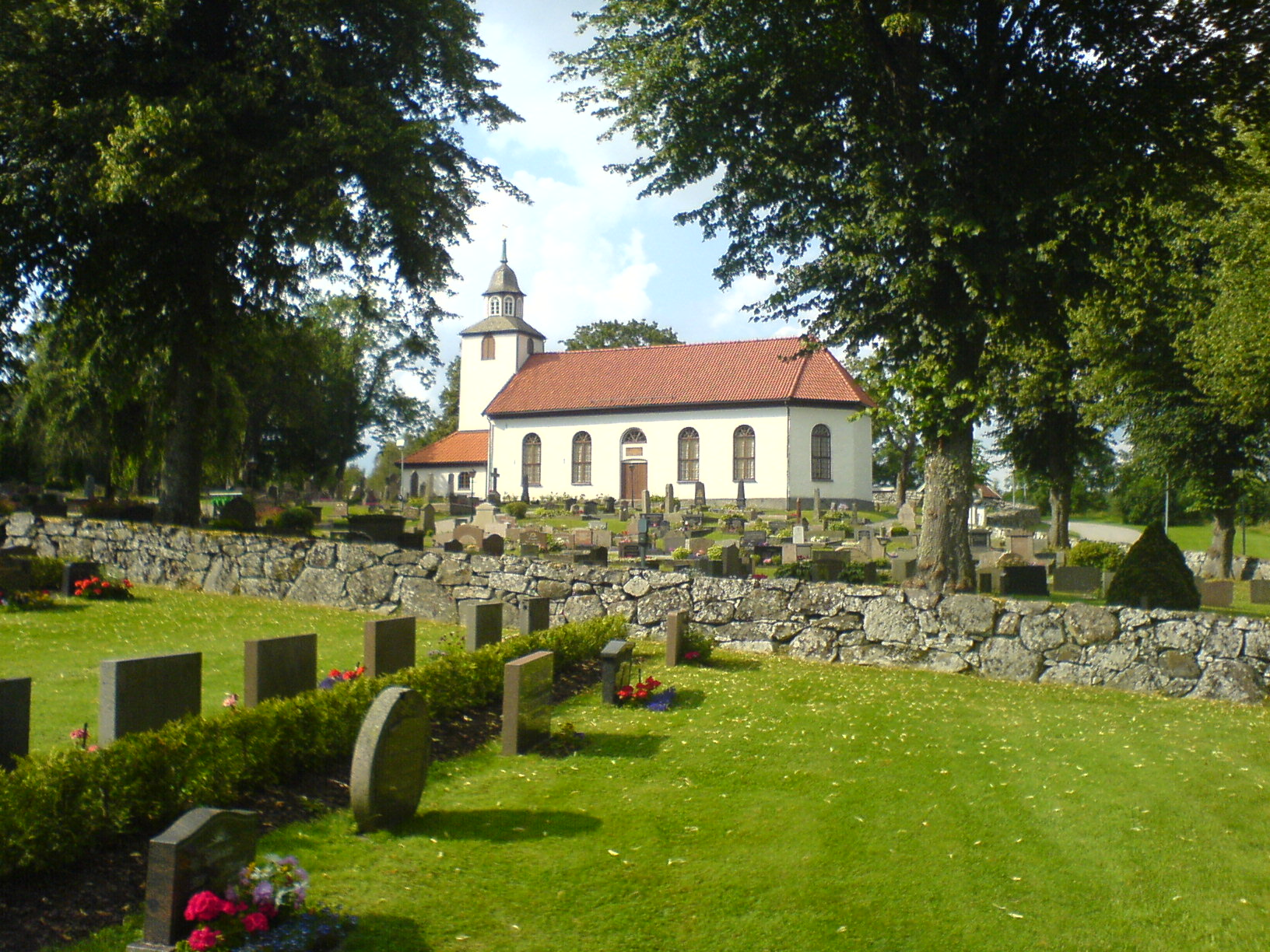
Norums kyrka i Inlands Nordre härad
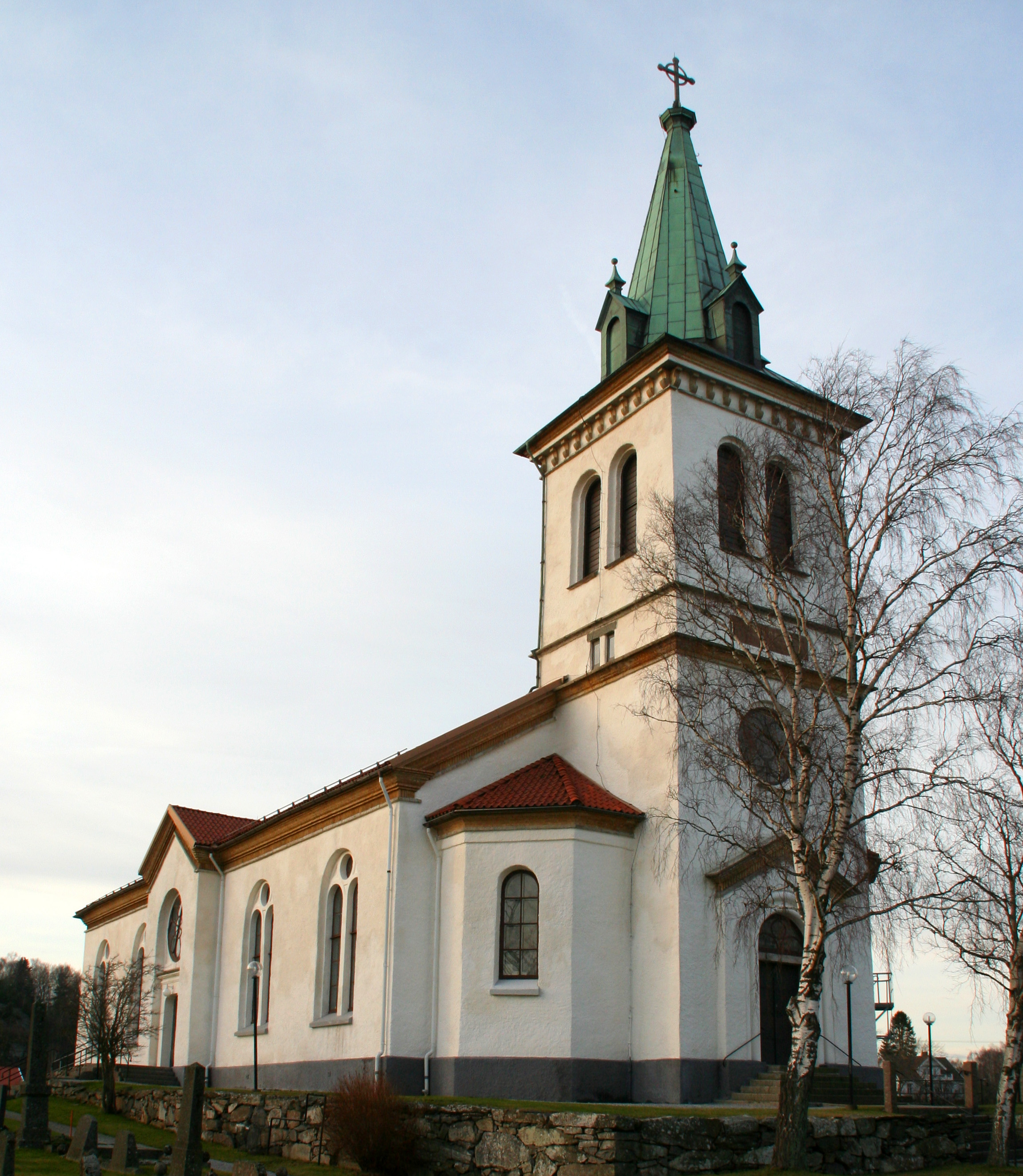
Ödsmåls kyrka i Inlands Nordre härad
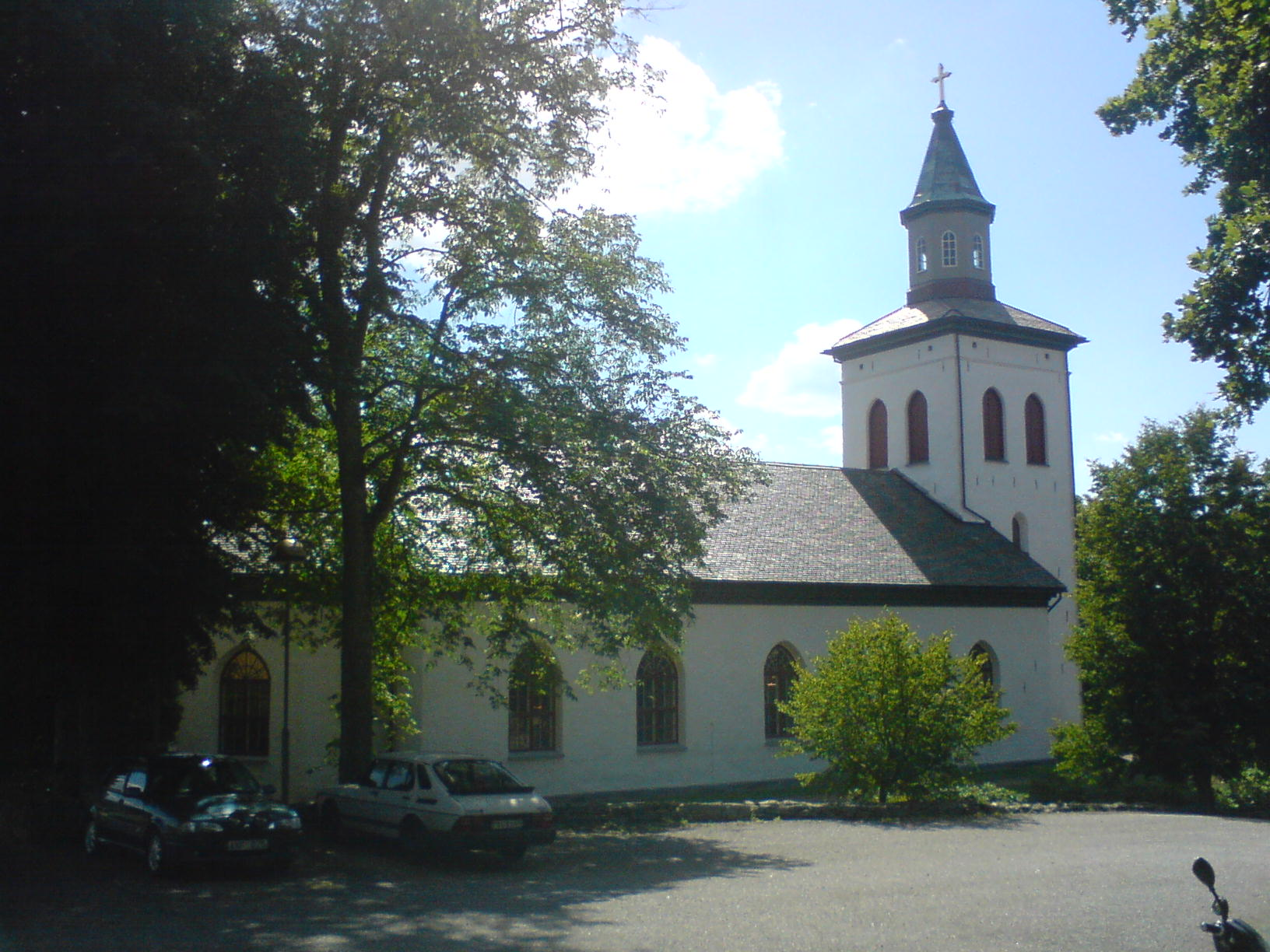
Ucklums kyrka i Inlands Nordre härad
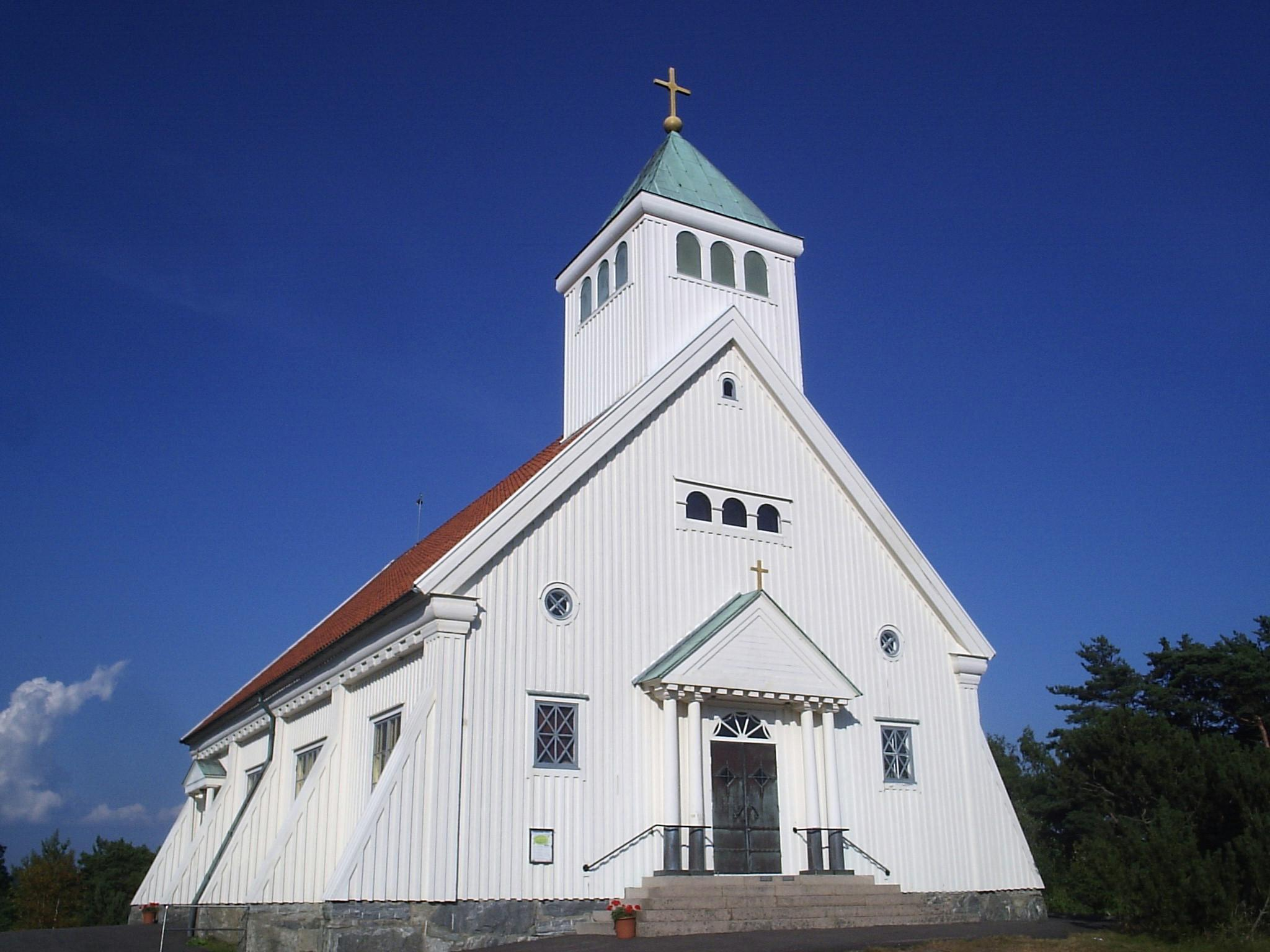
Stenungsunds kapell i Stenungsund, Inlands Nordre härad

## Domsagor och häradsrätter i Inland
Se respektive häradsartikel. Inlands domsaga, omfattande alla fyra häraderna, fanns mellan 1857 och 1955. Inlands tingslag, omfattande alla fyra häraderna, fanns mellan 1948 och 1955